# Papyrus Erlangen 2
Papyrus Erlangen 2 (Rahlfs Nr. 815) ist das Fragment eines Papyrusblattes aus dem 6. oder 7. Jahrhundert. Es enthält einen liturgischen Text (Theotokion?) mit Zitaten aus Psalm 91,6 , Jesaja 53,7  und Ode 8 (Daniel 3,57 ) in griechischer Sprache.
Das Fragment ist etwa 10 × 18 cm groß und auf beiden Seiten sind jeweils 12 Zeilen unvollständig erhalten. Die Orthographie ist irregulär.
Das Fragment wurde vom Koptologen Carl Schmidt in Ägypten erworben und 1934 an die Universitätsbibliothek Erlangen übergeben. Die Signatur ist Erl. P. Inv. 1.

## Text
- Wilhelm Schubart: Die Papyri der Universitätsbibliothek Erlangen. Otto Harrassowitz, Leipzig 1941, S. 4–6, Nr. 2.